# Hermolaus Barbarus

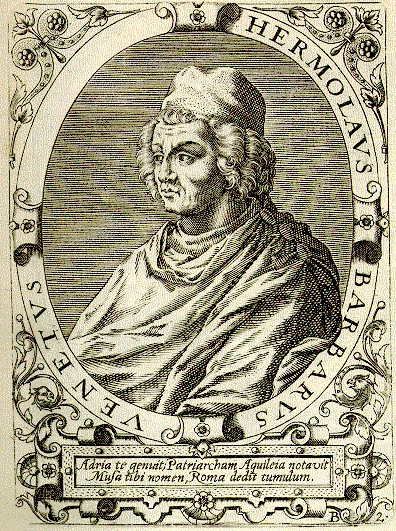
Hermolaus Barbarus de Jongere

Hermolaus Barbarus de Jongere (ook Ermolao Barbaro genoemd, Venetië, 21 mei 1454 - Rome, 14 juni 1493) was een Italiaans scholasticus, dichter en humanist.

## Leven en werk
Hij werd geboren in Venetië als zoon van Zaccaria Barbaro, en kleinzoon van Francesco Barbaro.
Hij studeerde in Rome bij Julius Pomponius Laetus en in Padua, waar hij in 1477 werd benoemd tot hoogleraar in de filosofie. Hij keerde in 1479 voor korte tijd terug naar zijn geboortestad Venetië, maar verliet deze bij de uitbraak van de pest.
Paus Innocentius VIII bood hem in 1491 het ambt van patriarch van Aquileia. De Venetiaanse Senaat stond hem niet toe dit ambt uit te oefenen, omdat Barbarus tegen de wet in had toegezegd, zonder op de officiële toestemming te wachten. Hij werd verbannen en gedwongen om het patriarchaat op te geven, want in geval van weigering dreigde confiscatie van de nalatenschap van zijn vader. Barbarus bleef in Rome en leefde tot zijn dood van een kleine toelage, die de pauselijke administratie uitbetaalde.
Barbarus schreef in 1492 de Castigationes Pliniae, een tekstkritische editie van Plinius' Naturalis Historia, waarin hij op meer dan 5000 fouten in de Latijnse versie van dit werk wist te wijzen.

## Referentie
- Dit artikel of een eerdere versie ervan is een (gedeeltelijke) vertaling van het artikel Hermolaus Barbarus op de Duitstalige Wikipedia, dat onder de licentie Creative Commons Naamsvermelding/Gelijk delen valt. Zie de bewerkingsgeschiedenis aldaar.